# John Sessions
John Marshall (11. januar 1953 – 2. november 2020), bedre kendt under sit kunstnernavn John Sessions, var en britisk skuespiller og komiker. Han var kendt for comedy-improvisation i tv-programmer som Whose Line Is It Anyway?, og som paneldeltager i QI, og som karakter i adskillige film fra både Storbritannien og USA.

## Filmografi
| År   | Titel                       | Rolle | Noter              |
| ---- | --------------------------- | --- | ------------------ |
| 1980 | Animalympics                | | Uncredited         |
| 1981 | The Great Muppet Caper      | Muppet Performer | Ukrediteret        |
| 1982 | The Sender                  | Patient | [ 3 ]              |
| 1984 | The Bounty                  | Steward John Smith |                    |
| 1984 | The Muppets Take Manhattan  | Muppet Performer | Uncredited         |
| 1986 | Sky Bandits                 | Flight |                    |
| 1986 | Castaway                    | Man in Pub |                    |
| 1986 | Whoops Apocalypse           | Mr Sweetzer |                    |
| 1989 | Henry V                     | Macmorris |                    |
| 1990 | Sweet Revenge               | John Michaels |                    |
| 1991 | The Pope Must Die           | Dino |                    |
| 1992 | Freddie as F.R.O.7          | Scotty | Voice              |
| 1994 | Princess Caraboo            | Prince Regent |                    |
| 1995 | In the Bleak Midwinter      | Terry Du Bois (Queen Gertrude) |                    |
| 1996 | The Adventures of Pinocchio | The Professor |                    |
| 1997 | My Night with Reg           | Daniel |                    |
| 1998 | The Scarlet Tunic           | Humphrey Gould |                    |
| 1998 | Cousin Bette                | Musical Director |                    |
| 1999 | A Midsummer Night's Dream   | Philostrate |                    |
| 1999 | Faeries                     | Chudley | Voice              |
| 2000 | One of the Hollywood Ten    | Paul Jarrico |                    |
| 2001 | The Kingdom of Bones        | William Rutherford |                    |
| 2001 | High Heels and Low Lifes    | Director |                    |
| 2002 | Gangs of New York           | Harry Watkins / Lincoln |                    |
| 2004 | Hawking                     | Dennis Sciama |                    |
| 2004 | Stella Street: The Movie    | Mrs. Huggett / Keith Richard / Jeremy Hickman Joe Pesci / Dean Baraclough / News Reader Jack Flatley / Johnny Van Damm / Muthatrucker Lord Tony Stanford / Dustin Hoffman / The Vicar Policeman / Al Pacino |                    |
| 2004 | Lighthouse Hill             | Mr. Reynard |                    |
| 2004 | The Merchant of Venice      | Salerio |                    |
| 2004 | Five Children and It        | Peasemarsh |                    |
| 2005 | Rag Tale                    | Felix Miles Sty |                    |
| 2006 | The Good Shepherd           | Valentin Mironov No. 1 / Yuri Modin |                    |
| 2007 | Intervention                | Joe |                    |
| 2008 | Inconceivable               | Finbar "Finn" Darrow |                    |
| 2009 | The Last Station            | Dr. Dušan Makovický |                    |
| 2009 | Nativity                    | Mr Lore |                    |
| 2010 | The Making of Plus One      | Derek |                    |
| 2010 | Made in Dagenham            | Prime Minister Harold Wilson |                    |
| 2011 | The Iron Lady               | Edward Heath |                    |
| 2012 | The Domino Effect           | Talk Show Host |                    |
| 2013 | Filth                       | Bob Toal |                    |
| 2014 | Pudsey the Dog: The Movie   | Thorne |                    |
| 2014 | The Silent Storm            | Mr. Smith |                    |
| 2015 | Mr. Holmes                  | Mycroft Holmes |                    |
| 2015 | Legend                      | Lord Boothby |                    |
| 2016 | The Rack Pack               | Ted Lowe |                    |
| 2016 | Florence Foster Jenkins     | Dr Hermann |                    |
| 2016 | Whisky Galore!              | Doctor McLaren |                    |
| 2016 | Denial                      | Richard J. Evans |                    |
| 2017 | Loving Vincent              | Julien Tanguy | Voice              |
| 2017 | Finding Your Feet           | Mike Abbott |                    |
| 2019 | Intrigo: Dear Agnes         | Pumpermann |                    |
| 2021 | Belfast                     | Joseph Tomelty as Marley | Posthumous release |